# Celmia conoveria
Celmia conoveria is een vlinder uit de familie van de Lycaenidae. De wetenschappelijke naam van de soort werd als Thecla conoveria in 1902 gepubliceerd door Schaus.